# Daniele Gianotti

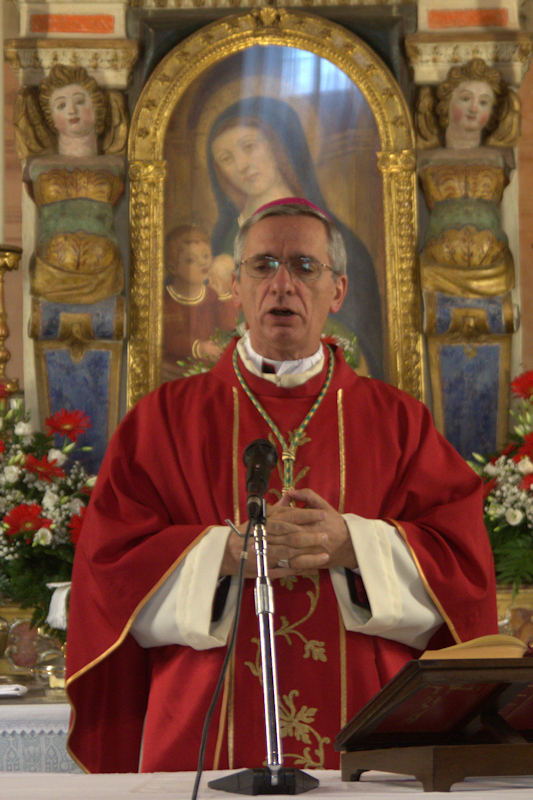
Bischof Daniele Gianotti

Bischofswappen

Daniele Gianotti (* 14. September 1957 in Calerno, Sant’Ilario d’Enza, Provinz Reggio Emilia, Italien) ist ein italienischer Geistlicher und römisch-katholischer Bischof von Crema.

## Leben
Daniele Gianotti empfing am 19. Juni 1982 durch den Bischof von Reggio Emilia, Gilberto Baroni, das Sakrament der Priesterweihe für das Erzbistum Reggio Calabria.
Papst Franziskus ernannte ihn am 11. Januar 2017 zum Bischof von Crema. Der Bischof von Reggio Emilia-Guastalla, Massimo Camisasca FSCB, spendete ihm am 19. März desselben Jahres die Bischofsweihe. Mitkonsekratoren waren der Bischof von Brescia, Luciano Monari, und sein Amtsvorgänger Oscar Cantoni, Bischof von Como. Die Amtseinführung im Bistum Crema fand am 2. April 2017 statt.